# Bârsău
Bârsau là một xã thuộc hạt Satu Mare, România. Dân số thời điểm năm 2002 là 2513 người.